# Venta de los Tormos
La Venta de los Tormos és un edifici de Batea (Terra Alta) que forma part de l'Inventari del Patrimoni Arquitectònic de Catalunya.

## Descripció
Es tracta d'un edifici que servia com a hostal o venta. Està construït amb maçoneria i reforços de carreus a les cantonades, té tres plantes de les quals la superior és una golfa oberta al nord-oest per mitjançant tres arcs rodons.
La porta principal, tota de carreus, presenta un arc escarser, on, a la dovella central, apareix la data "1816"; hi ha una altra porta a la façana oposada, també de pedra, amb llinda, on trobem una placa de pedra amb la inscripció: "Venta de los Tormos". A un dels laterals, hi ha una bassa tota revestida de pedra i una sénia que aprofita els aqüífers de la Vall Major.

## Història
Situada a la vora de Batea, junt al vell camí i actual carretera de Batea a Nonasp, era lloc de pernoctació dels viatgers que arribaven a Batea de nit, una vegada ja s'havien tancat les portes de la vila.
Un altre nom pel qual se'l coneix, és "la Sénia de Figueres", ja que així es diu el petit barranc que a desguassa a la Vall Major, just en aquest punt.